# Антилевський Олексій Сергійович
Олексій Сергійович Антилевський (біл. Аляксей Сяргеевіч Анцілеўскі; нар. 2 лютого 2002, Мінськ, Білорусь) — білоруський футболіст, півзахисник клубу «Торпедо-БелАЗ» та молодіжної збірної Білорусі.
Старший брат Олексія, Дмитро, також професіональний футболіст.

## Клубна кар'єра
Розпочав займатися футболом у мінській ДЮСШ МТЗ-РІПО, згодом на молодіжному рівні виступав за мінське «Динамо», «Мінськ» та борисовський БАТЕ. У 2018 році приєднався до бресейського «Динамо», де почав виступати за дубль і швидко закріпився в команді.
У березні 2020 року перейшов в оренду до брестейського «Руху». Розпочав грати за дубль, у складі основної команди зазвичай залишалася на лаві запасних. Дебютував у Вищій лізі 12 липня 2020 року в матчі проти «Енергетика-БДУ» (8:1), коли вийшов на заміну у другому таймі.
У січні 2021 року відправився на перегляд у жодинське «Торпедо-БелАЗ» і незабаром підписав контракт з клубом.

## Кар'єра в збірній
29 березня 2021 року дебютував у молодіжній збірній Білорусі, коли вийшов у стартовому складі в товариському матчі проти Грузії (1:4) і був замінений у другому таймі.

## Статистика виступів
| Сезон | Дивізіон | Клуб             | Країна   | Матчі | Голи |
| ----- | -------- | ---------------- | -------- | ----- | ---- |
| 2018  | дубль    | «Динамо-Берестя» | Білорусь | 30    | 1    |
| 2019  | дубль    | «Динамо-Берестя» | Білорусь | 27    | 8    |
| 2020  | Д1       | «Рух» (Берестя)  | Білорусь | 4     | 2    |